# Star Wars (nhạc phim)
| Đánh giá chuyên môn | Đánh giá chuyên môn |
| Nguồn đánh giá      | Nguồn đánh giá      |
| Nguồn               | Đánh giá            |
| ------------------- | ------------------- |
| AllMusic            | ·                   |
| Filmtracks          | [ 3 ]               |
| Movie Wave          | [ 4 ]               |
| SoundtrackNet       | [ 5 ]               |
| Amazon.com          | [ 6 ]               |
| Discogs.com         | [ 7 ]               |

Nhạc nền của John Williams cho bộ phim Star Wars được thu âm trong 8 buổi tại Anvil Studios ở Denham, Anh vào các ngày 5, 8–12, 15 và 16 tháng 3 năm 1977. Nhạc nền do dàn nhạc giao hưởng London biểu diễn, điều khiển bởi chính Williams. Nhạc được phổ khúc bởi cộng sự thân thuộc của Williams Herbert W. Spencer, người cũng phổ khúc cho Đế chế đánh trả và Sự trở lại của Jedi. Kĩ sư Eric Tomlinson là người thu âm nhạc nền và Kenneth Wannberg biên tập âm thanh, những buổi thu âm do đạo diễn Star Wars George Lucas sản xuất và giám sát bởi Lionel Newman, trưởng bộ phận âm nhạc của 20th Century Fox.
Phim công chiếu ngày 25 tháng 5 năm 1977 và cuối mùa hè năm đó, một phiên bản disco nhạc hiệu của phim của Meco đã trở thành bài hát quán quân tại Mỹ. Năm 2005, Viện phim Mỹ đã xếp nhạc phim Star Wars là nhạc phim vĩ đại nhất mọi thời đại đối với một tác phẩm điện ảnh Mỹ. Năm 2004, nhạc phim được Thư viện Quốc hội Hoa Kỳ lưu trữ tại Viện thu âm quốc gia trong vai trò tuyển tập những âm thanh "quan trọng về mặt văn hóa, lịch sử và thẩm mỹ". Năm 2016, album được tái phát hành bởi Sony Classical Records dưới các định dạng vinyl, CD và kĩ thuật số bên cạnh các nhạc phẩm Star Wars khác của Williams. Ấn bản vinyl được ép trên 180g vinyl và có hình logo 20th Century Records gốc.

## Ấn bản gốc

### Danh sách bài hát cho LP phát hành lần đầu tiên
| Side one | Side one                           | Side one   |
| STT      | Nhan đề                            | Thời lượng |
| -------- | ---------------------------------- | ---------- |
| 1.       | "Main Title"                       | 5:20       |
| 2.       | "Imperial Attack"                  | 6:10       |
| 3.       | "Princess Leia's Theme"            | 4:18       |
| 4.       | "The Desert and the Robot Auction" | 2:51       |

| Side two | Side two                            | Side two   |
| STT      | Nhan đề                             | Thời lượng |
| -------- | ----------------------------------- | ---------- |
| 5.       | "Ben's Death và TIE Fighter Attack" | 3:46       |
| 6.       | "The Little People Work"            | 4:02       |
| 7.       | "Rescue of the Princess"            | 4:46       |
| 8.       | "Inner City"                        | 4:12       |
| 9.       | "Cantina Band"                      | 2:44       |

| Side three | Side three                     | Side three |
| STT        | Nhan đề                        | Thời lượng |
| ---------- | ------------------------------ | ---------- |
| 10.        | "The Land of the Sandpeople"   | 2:50       |
| 11.        | "Mouse Robot and Blasting Off" | 4:01       |
| 12.        | "The Return Home"              | 2:46       |
| 13.        | "The Walls Converge"           | 4:31       |
| 14.        | "The Princess Appears"         | 4:04       |

| Side four | Side four                       | Side four  |
| STT       | Nhan đề                         | Thời lượng |
| --------- | ------------------------------- | ---------- |
| 15.       | "The Last Battle"               | 12:05      |
| 16.       | "The Throne Room and End Title" | 5:28       |

Thời gian tổng cộng: 74:58

### Danh sách bài hát cho lần phát hành CD đầu tiên
Đĩa một
1. "Main Title" – 5:21
2. "Imperial Attack" – 6:16
3. "Princess Leia's Theme" – 4:22
4. "The Desert and the Robot Auction" – 2:52
5. "Ben's Death and TIE Fighter Attack" – 3:46
6. "The Little People Work" – 4:01
7. "Rescue of the Princess" – 4:46
8. "Inner City" – 4:13
9. "Cantina Band" – 2:45

Đĩa hai
1. "The Land of the Sandpeople" – 2:49
2. "Mouse Robot and Blasting Off" – 4:01
3. "The Return Home" – 2:45
4. "The Walls Converge" – 4:32
5. "The Princess Appears" – 4:03
6. "The Last Battle" – 12:06
7. "The Throne Room and End Title" – 5:27

## Star Wars Trilogy: The Original Soundtrack Anthology
| Đĩa một | Đĩa một                                             | Đĩa một    |
| STT     | Nhan đề                                             | Thời lượng |
| ------- | --------------------------------------------------- | ---------- |
| 1.      | "20th Century Fox Fanfare và CinemaScope Extension" |            |
| 2.      | "Main Title"                                        |            |
| 3.      | "Imperial Attack"                                   |            |
| 4.      | "The Desert/The Robot Auction"                      |            |
| 5.      | "The Little People Work"                            |            |
| 6.      | "The Princess Appears"                              |            |
| 7.      | "The Land of the Sand People"                       |            |
| 8.      | "The Return Home"                                   |            |
| 9.      | "Inner City"                                        |            |
| 10.     | "Mouse Robot/Blasting Off"                          |            |
| 11.     | "Rescue of the Princess"                            |            |
| 12.     | "The Walls Converge"                                |            |
| 13.     | "Ben's Death/Tie Fighter Attack"                    |            |
| 14.     | "Princess Leia's Theme"                             |            |
| 15.     | "The Last Battle"                                   |            |
| 16.     | "The Throne Room/End Title"                         |            |

| Đĩa bốn | Đĩa bốn                                              | Đĩa bốn    |
| STT     | Nhan đề                                              | Thời lượng |
| ------- | ---------------------------------------------------- | ---------- |
| 1.      | "20th Century Fox Fanfare với CinemaScope Extension" |            |
| 2.      | "Star Wars Main Title" (Alternate)                   |            |
| 4.      | "A Hive of Villainy"                                 |            |
| 5.      | "Destruction of Alderaan"                            |            |
| 10.     | "Cantina Band"                                       |            |
| 12.     | "Cantina Band #2"                                    |            |
| 15.     | "Standing By"                                        |            |

## Danh sách bài hát cho ấn bản phát hành đặc biệt
| Đĩa một          | Đĩa một | Đĩa một    |
| STT              | Nhan đề | Thời lượng |
| ---------------- | --- | ---------- |
| 1.               | "20th Century Fox Fanfare" (Alfred Newman, 1954)                                                                                       | 0:22       |
| 2.               | "Main Title/Rebel Blockade Runner" | 2:14       |
| 3.               | "Imperial Attack" | 6:42       |
| 4.               | "The Dune Sea of Tatooine/Jawa Sandcrawler"                                                                                            | 5:01       |
| 5.               | "The Moisture Farm" | 2:25       |
| 6.               | "The Hologram/Binary Sunset" | 4:08       |
| 7.               | "Landspeeder Search/Attack of the Sand People"                                                                                         | 3:20       |
| 8.               | "Tales of a Jedi Knight/Learn About the Force"                                                                                         | 4:28       |
| 9.               | "Burning Homestead" | 2:50       |
| 10.              | "Mos Eisley Spaceport" | 2:16       |
| 11.              | "Cantina Band" | 2:46       |
| 12.              | "Cantina Band #2" | 3:54       |
| 13.              | "Binary Sunset" (Alternate) (contains hidden track "Star Wars Main Title" [take 19] (complete recording session version; takes 16-20)) | 16:59      |
| Tổng thời lượng: | Tổng thời lượng: | 57:33      |

| Đĩa hai          | Đĩa hai                                                                                                   | Đĩa hai             |
| STT              | Nhan đề                                                                                                   | Thời lượng          |
| ---------------- | --- | ------------------- |
| 1.               | "Princess Leia's Theme"                                                                                   | 4:27                |
| 2.               | "The Millennium Falcon/Imperial Cruiser Pursuit"                                                          | 3:51                |
| 3.               | "Destruction of Alderaan"                                                                                 | 1:32                |
| 4.               | "The Death Star/The Stormtroopers"                                                                        | 3:35                |
| 5.               | "Wookiee Prisoner/Detention Block Ambush"                                                                 | 4:01                |
| 6.               | "Shootout in the Cell Bay/Dianoga"                                                                        | 3:48                |
| 7.               | "The Trash Compactor"                                                                                     | 3:06                |
| 8.               | "The Tractor Beam/Chasm Crossfire"                                                                        | 5:18                |
| 9.               | "Ben Kenobi's Death/TIE Fighter Attack"                                                                   | 3:51                |
| 10.              | "The Battle of Yavin" - I. "Launch from the Fourth Moon" - II. "X-Wings Draw Fire" - III. "Use the Force" | 9:06 1:11 3:22 4:33 |
| 11.              | "The Throne Room/End Title"                                                                               | 5:37                |
| Tổng thời lượng: | Tổng thời lượng:                                                                                          | 48:16               |